# Szendelak
Szendelak (románul: Măguri) település Romániában, a Bánságban, Temes megyében.

## Fekvése
Lugostól délkeletre, Cserestemes és Tápia közt fekvő település.

## Története
Szendelak két falu: Szendelak és Magura egyesüléséből jött létre 1909-ben.
Nevét 1448-ban említette először oklevél Magora néven.
1454-ben Magure, Magora, 1557-ben Magura, 1723-ban Magur, 1785-ben Maguri, 1888-ban Magura, 1909-ben Magur (Szendelakmagur), 1913-ban Szendelakmagur néven írták.
1910-ben 235 lakosából 16 magyar, 18 német, 210 román volt. Ebből 30 római katolikus, 4 református, 201 görögkeleti ortodox volt.
A trianoni békeszerződés előtt Krassó-Szörény vármegye Temesi járásához tartozott.

## Hivatkozások

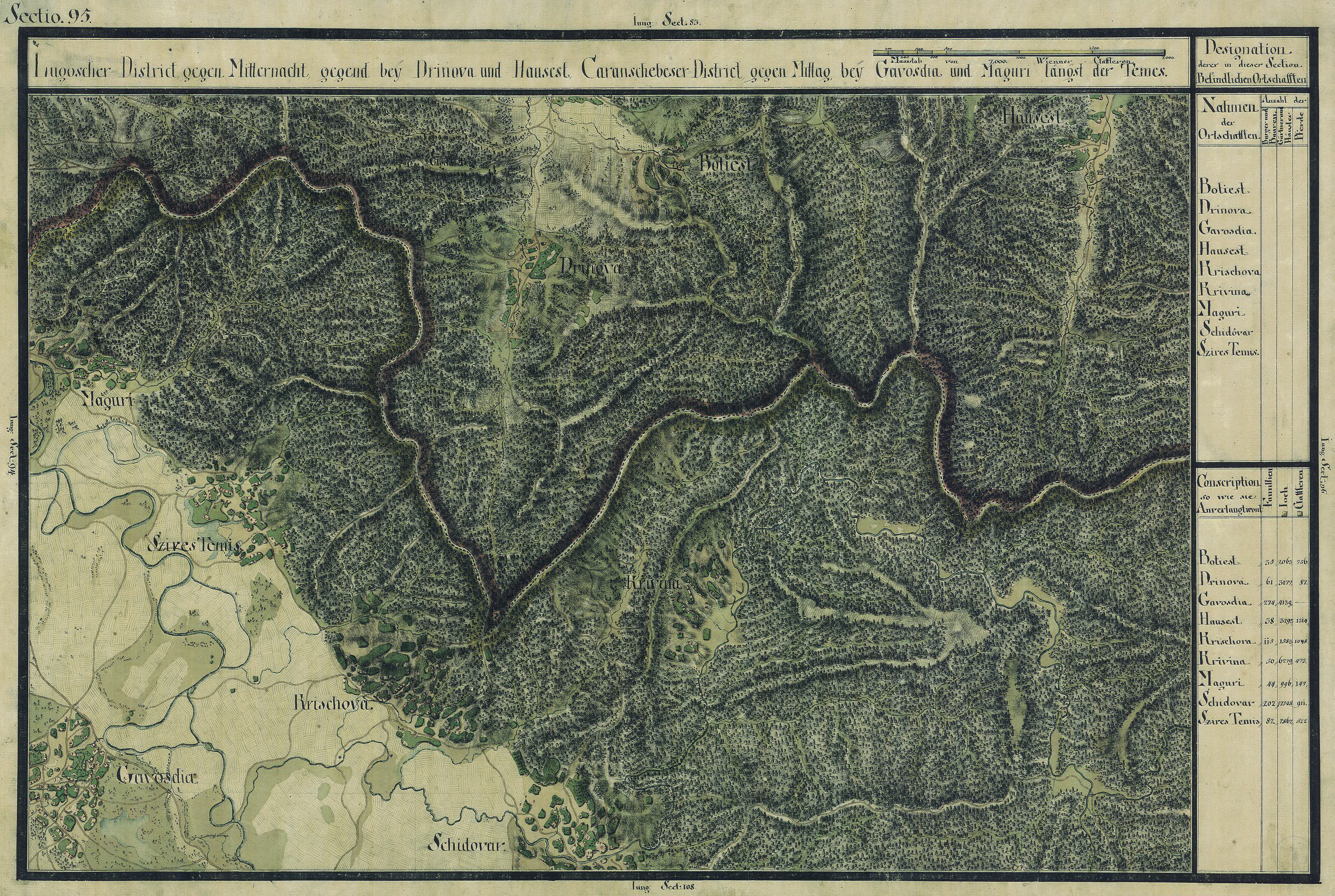
Szendelak (Magura) egy régi katonai térképen